# Eicosatriensäure
Eicosatriensäure ist eine langkettige, mehrfach ungesättigte Fettsäure in der Gruppe der Omega-3-Fettsäuren. Die drei Doppelbindungen sind cis-konfiguriert, sie sind jeweils durch eine Methylengruppe getrennt. Die Triensäure zählt somit zu den Isolensäuren und Polyenen.
Sie kommt verestert als Triacylglycerid in geringen Mengen in verschiedenen Koniferen-Arten, aber auch in anderen Pflanzenarten, sowie in Mikroalgen vor.

## Isomere
Es existieren mehrere all-cis 20:3 (ω−6) Isomere:
- Dihomopinolensäure: 7,11,14-Eicosatriensäure
- Dihomogammalinolensäure: 8,11,14-Eicosatriensäure
- Sciadonsäure: 5,11,14-Eicosatriensäure

Weitere all-cis Isomere sind:
- Meadsäure: 5,8,11-Eicosatriensäure, 20:3 (ω−9)
- 5,9,12-Eicosatriensäure, 20:3 (ω−8)
- 5,9,13-Eicosatriensäure, 20:3 (ω−7)[3]
- 7,10,13-Eicosatriensäure, 20:3 (ω−7)[4][5]